# دزرت پالمز (کالیفرنیا)
دزرت پالمز (به انگلیسی: Desert Palms) یک منطقهٔ مسکونی در ایالات متحده آمریکا است که در شهرستان ریورساید، کالیفرنیا واقع شده‌است. دزرت پالمز ۶٫۹۱۸ کیلومتر مربع مساحت و ۶٬۹۵۷ نفر جمعیت دارد و ۳۴٫۱۴ متر بالاتر از سطح دریا واقع شده‌است.